# Ernst Bantle
Ernst Bantle (Friburgo in Brisgovia, 16 febbraio 1901 – 13 aprile 1978) è stato un calciatore tedesco, di ruolo attaccante.